# Courtice Pounds
Charles Courtice Pounds (30 de mayo de 1862 – 21 de diciembre de 1927), más conocido por su nombre artístico de Courtice Pounds, fue un cantante y actor inglés, conocido por sus interpretaciones como tenor en las Óperas Savoy con la D'Oyly Carte Opera Company y por sus posteriores actuaciones en obras de Shakespeare y en comedias eduardianas.

## Vida y carrera
Pounds nació en el barrio de Pimlico, en Londres. Empezó a cantar con ocho años de edad en el coro de la iglesia de St. Stephen en Kensington, y en la Italian Church en Hatton Garden. Su madre, Mary Courtice, era una conocida cantante inglesa. Tras estudiar en la Royal Academy of Music, volvió a St. Stephens como tenor solista.

### Primeros años
Pounds se unió a la D'Oyly Carte Opera Company en 1881, para cantar en el coro de Patience. Pronto interpretó el papel de Mr. Wranglebury en la obra telonera Mock Turtles. Al final de 1882, empezó una gira como Conde Tolloller en Iolanthe. En 1884 viajó como Príncipe Hilarion en la primera producción para provincias de Princess Ida, y en 1885 hizo lo mismo con la obra Trial by Jury (en el papel del Acusado, papel que también interpretó en varias funciones benéficas en Londres y otros lugares). Así mismo. fue Ralph en H.M.S. Pinafore. 
En 1885 Pounds viajó a Nueva York con la compañía D'Oyly Carte para interpretar a Nanki Poo en la primera producción en los Estados Unidos de la obra The Mikado, en un reparto que incluía a George Thorne (Ko-Ko), Geraldine Ulmar (Yum-Yum), y Fred Billington (Pooh-Bah). Tras ello viajó por Alemania y Austria como Nanki-Poo. En 1886 volvió al Teatro Savoy para sustituir a Durward Lely como Nanki-Poo, y posteriormente viajó de nuevo al continente europeo.  
Pounds después se unió a la compañía de John Stetson, director estadounidense, interpretando a Hilarion y Nanki Poo en producciones aprobadas por Carte y representadas en Nueva York y, en 1887, a Archbald Grosvenor en Patience, representada en Boston. Pounds después viajó de nuevo a Inglaterra para ensayar la nueva ópera de Gilbert and Sullivan Ruddygore, trabajando en dos funciones de matiné como Richard Dauntless, antes de trasladarse otra vez a Nueva York e interpretar allí el mismo personaje. Posteriormente, en la misma ciudad, actuaría en The Marquis y Madelon.

### Tenor principal
En 1888 Pounds retornó al Savoy para interpretar al Coronel Fairfax en The Yeomen of the Guard. El Fairfax de Pounds fue un éxito, y se ganó buenas críticas. Más adelante creó los papeles de Marco en The Gondoliers en 1889, y de Indru en The Nautch Girl, en 1891. Tras ello fue el Reverendo Henry Sandford en The Vicar of Bray, de 1892, e interpretó el papel de John Manners en Haddon Hall al final de ese año. 
Pounds dejó la compañía D'Oyly Carte en 1892. Actuó en Ma Mie Rosette, La fille de Madame Angot y Miami en 1893, y en Wapping Old Stairs en 1894. Volvió a D'Oyly Carte en 1894 interpretando a Picorin en Mirette, y creó el papel de Conde Vasquez de Gonzago en The Chieftain a finales de 1894. Después hizo una breve gira con D'Oyly Carte interpretando a Picorin, a Vasquez y, posiblemente al Rev. Sandford en 1895, antes de abandonar nuevamente D'Oyly Carte. Pounds después viajó a Australia, actuando en Yeomen en 1896 con la compañía de ópera de J. C. Williamson.

### Últimos años
Pounds regresó a Londres para trabajar como Lanzarote en La Poupée, obra representada en el círculo teatral del West End londinense en 1897–98.  En los siguientes 25 años actuó con regularidad en Londres en papeles de obras tan diferentes como las de Shakespeare y las del music hall. En 1901, con la compañía de Herbert Beerbohm Tree actuó como el payaso Feste en Twelfth Night, como Sir Hugh Evans en Las alegres comadres de Windsor, y como Touchstone en Como gustéis, papel que consolidó su reputación como un popular actor shakespeariano. En 1902 fue Falstaff en Las alegres comadres de Windsor.  
Algunos de los papeles más notables de Pounds fueron de comedias musicales, incluyendo Papillon en The Duchess of Dantzic (1903), The Belle of Mayfair (1906), y Ali Baba en la muy exitosa Chu Chin Chow (iniciada en 1916, interpretó el papel en más de 2,000 representaciones). Fue también recordado por su interpretación de la opereta de Franz Schubert Das Dreimäderlhaus (1922). Pounds además participó en Princess Caprice y en The Boatswain's Mate, entre otras obras.
Cuatro de las hermanas de Pounds (Lily, Louie, Nancy y Rosy) actuaron con la compañía D'Oyly Carte Opera. Estuvo casado con las intérpretes de la compañía Jessie Gaston (también conocida como Jessie Pounds) y Millicent Pyne. 
Courtice Pounds falleció en Londres en 1927, a causa de una enfermedad cardiaca.

## Grabaciones
Pounds grabó unas pocas canciones para HMV en 1916, y cuatro de Das Dreimäderlhaus para Vocalion en 1923, pero su única grabación de una obra de Gilbert and Sullivan ("Is Life a Boon?", 1916) nunca se lanzó comercialmente. Puede oírse al intérprete en "The Art of the Savoyard" (Pearl GEMM CD 9991) cantando "When a Pullet is Plump", de la obra Chu Chin Chow.